# RiBORN
RiBORN（リボン）は、かつて存在した日本の女性アイドルグループ。2025年に活動を終えた。

## 概要
新たに生まれ変わるRebornと、可愛さの代名詞でもあるRibbonを掛け合わせ、「女の子はリボンを結んで可愛く生まれ変われる」をコンセプトとする王道アイドルグループ。
制作に関しては、楽曲は櫻井純気やKoma’n、ロゴデザインはZUMA、衣装は衣装制作・デザインチームの「pararoid」などが携わっている。
メンバーカラーは無く、ライブ時のペンライトはグループカラーであるピンクに光らせる事を推奨している。

## 略歴

### オーディション ～ デビューライブ前まで
- 2023/05/26 「Sweet Project」として新規アイドルプロジェクトのオーディション開催が発表され、元夢みるアドレセンスのメンバーである「関根奈々葉」が確定メンバーおよびフライヤーモデルに採用された[2]。
- 2023/09/08 TikTok上で＂1ヶ月後に顔出しするアイドル＂として、きつね、おかめ、大仏、天狗の面を付けてダンスや企画動画の投稿を開始。デビュー前に14,000人のフォロワーを獲得[3]。
- 2023/10/06 顔出しと同時にグループ名「RiBORN」として、４人のメンバー「関根奈々葉」「最文侑奈」「八木桃花」「仔羽くるみ」及び同年11/13にデビューライブを開催する事を発表[4][5][6]。
- 2023/10/26 1st MV『トリリオン[1]』を公開[7]。
- 2023/10/27 デビューライブおよび『トリリオン』の宣伝として渋谷を中心にアドトラックが走行し、同時にメンバーによるビラ配りと写メ会が実施された。これはRiBORNのメンバーとファンが初めて会えるイベントとなった[8]。
- 2023/11/09 怪我のため自宅療養を続けていた「仔羽くるみ」について、正式に活動休止を発表。またサポートメンバーとして「蒼乃玲衣」の加入が併せて告知された[9]。

### デビューライブ～6人体制まで
- 2023/11/13 新宿ReNYにてデビューライブ『RiBORN 1st ONE MAN LIVE!!』を開催。「関根奈々葉」「最文侑奈」「八木桃花」に加え、サポートメンバーの「蒼乃玲衣」を含む4人でパフォーマンスが行われた。ライブ内では『半年記念《関東ツアー》』の開催及び全7曲のサブスク配信を発表[10][11]。
- 2023/12/04 「最文侑奈」と「仔羽くるみ」のグループ脱退を発表。 脱退の理由は＂活動方針の違い＂と説明されている[12]。
- 2023/12/13 メンバーのライブ出演の休止や一部メンバーの脱退など、不安定な活動状況を踏まえて、今後の活動方針を発表。新体制を発表するまでの間「関根奈々葉」と「蒼乃玲衣」の2名体制で活動は継続された[13]。
- 2023/12/29 BUZZ LIVE赤坂にて、MVのリツイート企画達成を記念したRiBORNの単独主催による無料イベントを開催[14]。
- 2024/02/18 新メンバーである「眞白つくし」「村松里依」の２名を発表。同月24日開催予定の新宿ALTA Key Studioでの対バンライブにてお披露目する事の告知を行った[15]。
- 2024/03/17 新メンバーである「日南波那」「吉川茉莉愛」の２名を発表。翌月3/30開催予定のBUZZ LIVE 赤坂での単独イベント『新メンバーお披露目&関東ツアー決起集会』にてお披露目する事の告知を行った[16]。
- 2024/03/22 - 2024/03/31 SHOWROOM公式番組実施などを掛けたオンライン配信イベント『SHOWROOM10周年特別企画「アイドルweek」』に参加。430万ポイントを獲得し、SHOWROOM公式番組の実施及び新曲/新衣装/MV制作の決定を発表[17][18][19]。
- 2024/03/30 BUZZ LIVE 赤坂にて６人体制のお披露目ライブ『新メンバーお披露目&関東ツアー決起集会』を開催[20]。

### 6人体制以降
- 2024/04/13 - 2024/04/28 関東４都県(埼玉県・神奈川県・千葉県・東京都)にて、『RiBORN 関東ツアー』を実施[21][22][23][24]。
- 2024/05/26 日テレプラス『クロちゃんガチ審査！アイドル自己PR-1グランプリ』に、「関根奈々葉」「吉川茉莉愛」が出演[25]。
- 2024/05/28 - 2024/06/27 スマホゲームアプリ「ロードモバイル」内にて行われる、『関ケ原唄姫合戦2024(SEKIGAHARA IDOL WARS 2024)』の出演権を争うオンラインイベントに参加。結果は予選Aブロック２位となり、出演権獲得はできなかった[26][27]。
- 2024/06/17 『SHOWROOM公式番組「RiBORNのSHOWROOM」』の配信を実施。番組内で新曲(LOVE♡依存チュー!!)/新衣装(水色衣装)及び６人体制での新アーティスト写真を公開[28][29]。
- 2024/07/27 - 2024/08/05 配信アプリ「ミクチャ」にて行われる『IDOL SUMMER JUNGLE 2024』のステージ出演権を争うオンライン配信イベントに参加。総合1位を獲得しメインステージ出場権を獲得[30]。
- 2024/08/11 『IDOL SUMMER JUNGLE 2024』に出演[31]。
- 2024/09/14 渋谷DAIA にて新体制初の主催対バンライブ『RiBORN Fes! vol.1』を開催[32]。
- 2024/10/04 「眞白つくし」の体調不良による無期限活動休止を発表[33]。
- 2024/10/26 六本木unravel tokyoにて、主催単独ライブ『RiBORN Halloween Party』を開催[34]。
- 2024/11/23 渋谷DAIAにて、吉川茉莉愛の生誕イベントとして主催対バンライブ『吉川茉莉愛生誕祭2024「茉莉愛､助けに来たぞ！｣』を開催[35]。
- 2024/12/17 RiBORN公式Xアカウントにて2025年1月25日を以て現体制終了を発表。理由については言及されていない。告知文面内で「眞白つくし」が2024年12月17日にて脱退、及び「蒼乃玲衣」が2024年12月21日の主催イベントを以てサポート期間終了の旨も併せて通知された。なお「関根奈々葉」「吉川茉莉愛」については2025年1月25日にて卒業、「村松里依」「日南波那」については協議中としている。[36][37]
- 2024/12/21 渋谷DAIAにて、主催対バンライブ『RiBORN Fes! vol.2 -Xmas Special-』を開催。「蒼乃玲衣」のRiBORNとしてのラストライブとなった。[38]
- 2025/01/15 新宿Planet Planetにて、現体制での最後のライブとなる単独ライブ『RiBORN LAST LIVE』を開催。

## メンバー
活動終了時のメンバー
| 名前                       | 愛称          | 誕生日  | 出身地 | 備考                                                                |
| -------------------------- | ------------- | ------- | ------ | ------------------------------------------------------------------- |
| 関根奈々葉 せきね ななは   | ななは なーは | 3月20日 | 埼玉県 | ・元夢みるアドレセンス ・初期メンバー ・リーダー                    |
| 村松里依 むらまつ りえ     | りえたん      | 4月15日 | 埼玉県 | ・2023年2月加入 ・2023年2月24日RiBORN初ステージ                     |
| 日南波那 ひなみ はな       | はなちゃん    | 4月2日  | 北海道 | ・2023年3月加入 ・2023年3月30日RiBORN初ステージ                     |
| 吉川茉莉愛 よしかわ まりあ | まりあ        | 11月9日 | 兵庫県 | ・元CALL MY NAME 他 ・2023年3月加入 ・2023年3月30日RiBORN初ステージ |

### 旧メンバー
| 名前                     | 愛称              | 誕生日  | 出身地 | 備考                                                                                              |
| ------------------------ | ----------------- | ------- | ------ | ------------------------------------------------------------------------------------------------- |
| 最文侑奈 もふみ ゆうな   | -                 | -       | -      | ・初期メンバー ・2023年12月4日脱退                                                                |
| 仔羽くるみ こはね くるみ | -                 | -       | -      | ・初期メンバー ・2023年12月4日脱退                                                                |
| 八木桃花 やぎ ももか     | -                 | -       | -      | ・初期メンバー ・2023年12月13日 脱退                                                              |
| 眞白つくし ましろ つくし | つくし つーちゃん | 6月5日  | 富山県 | ・2023年2月加入 ・2024年12月17日 脱退                                                             |
| 蒼乃玲衣 あおの れい     | れいちゃん        | 6月24日 | 京都府 | ・2023年11月サポートメンバーとして加入 ・女優（玲衣名義）と兼業 ・2024年12月21日 サポート期間終了 |

## 作品

### 配信
| # | タイトル                      | 配信日         | 作曲     | 作詞                     | 振付       |
| - | ----------------------------- | -------------- | -------- | ------------------------ | ---------- |
| 1 | Hyper! Hyper!                 | 2023年11月16日 | 櫻井純気 | 櫻井純気/関根奈々葉      | -          |
| 2 | ドキドきどく＊レモネード      | 2023年11月16日 | 櫻井純気 | 櫻井純気/小路音/最文侑奈 | -          |
| 3 | トリリオン                    | 2023年11月16日 | 櫻井純気 | 櫻井純気/関根奈々葉      | カミヤサキ |
| 4 | キミと雪降るこの街で          | 2023年11月16日 | 櫻井純気 | 櫻井純気/最文侑奈        | -          |
| 5 | ReTruth                       | 2023年11月16日 | 櫻井純気 | 櫻井純気                 | -          |
| 6 | チェキーラ！～CHECK IT LOVE～ | 2023年11月16日 | koma'n   | koma'n                   | -          |
| 7 | Fuzzy；                       | 2023年11月16日 | 櫻井純気 | 櫻井純気/小路音          | 関根奈々葉 |
| 8 | LOVE♡依存チュー!!             | 未配信         | 不明     | 不明                     | 関根奈々葉 |

## ミュージック・ビデオ
1. トリリオン（2023年10月26日） - プロデュース：WHYTE、制作：klutz

## ライブ
主催ライブ
| 年   | 公演日   | 公演名                                        | 会場                 | 形態           | ゲスト                                                     | 備考 |
| ---- | -------- | --------------------------------------------- | -------------------- | -------------- | ---------------------------------------------------------- | --- |
| 2023 | 11月13日 | RiBORN 1st ONE MAN LIVE!!                     | 新宿ReNY             | 単独ライブ     | -                                                          | デビューワンマンライブ |
| 2023 | 12月29日 | RiBORN MV PR企画 達成感謝の無銭ライブ！       | BUZZ LIVE 赤坂       | 単独ライブ     | -                                                          | Special event： ①第1回コール会議 ②リクエストカラオケ ③ビンゴ大会 ④私服ライブ＆特典会 |
| 2024 | 3月30日  | 新メンバーお披露目& 関東ツアー決起集会        | BUZZ LIVE 赤坂       | 単独ライブ     | -                                                          | 4人体制LAST＆6人体制START |
| 2024 | 4月13日  | RiBORN 関東ツアー in 埼玉                     | 西川口Hearts         | ツーマンライブ | 青藍ピリオド                                               | |
| 2024 | 4月20日  | RiBORN 関東ツアー in 神奈川                   | 横浜 BAYSIS          | 単独ライブ     | -                                                          | |
| 2024 | 4月27日  | RiBORN 関東ツアー in 千葉                     | 柏 ThumbUp           | ツーマンライブ | ビビッときたかも！                                         | |
| 2024 | 4月28日  | RiBORN 関東ツアー in 東京FINAL                | 新宿ReNY             | 対バンライブ   | 放課後プリンセス 青藍ピリオド                              | |
| 2024 | 9月14日  | RiBORN Fes! vol.1                             | 渋谷DAIA             | 対バンライブ   | MiDi ON! SUBJeCT miao                                      | カバー曲： ハートサングラス(26時のマスカレイド) |
| 2024 | 10月26日 | RiBORN Halloween Party                        | 六本木 unravel tokyo | 単独ライブ     | -                                                          | カバー曲： キス・ミー・パティシエ(CANDY TUNE) ヘビーローテーション(AKB48) |
| 2024 | 11月23日 | 吉川茉莉愛生誕祭2024 「茉莉愛､助けに来たぞ！｣ | 渋谷DAIA             | 対バンライブ   | Chimo きゅんﾀﾋに一生を!? 夏目一花 宮之内ひな               | カバー曲： ・吉川茉莉愛・夏目一花コラボ サマーチョコレート(≠ME) ・吉川茉莉愛・宮之内ひなコラボ ジッパー(NMB48) ・RiBORN 樹愛羅、助けに来たぞ(=LOVE) 君レター(ルルネージュ)                                                    |
| 2024 | 12月21日 | RiBORN Fes! vol.2 -Xmas Special-              | 渋谷DAIA             | 対バンライブ   | シェルム カリギュラ ワガマき きゅんﾀﾋに一生を!? kimi2muchu | 蒼乃玲衣ラストライブ カバー曲： トキメキNEW WORLD(Jams Collection) |
| 2025 | 1月25日  | RiBORN LAST LIVE                              | 新宿 Planet Planet   | 単独ライブ     | -                                                          | カバー曲： ・RiBORN 探せ ダイヤモンドリリー(＝LOVE) ・関根奈々葉ソロ ラブレター(MyDearDarlin') ・日南波那ソロ ファンサ(HoneyWorksー) ・吉川茉莉愛ソロ Step Up! TOKIMEKI(∴ヒロイン転生) ・村松里依ソロ アトラクトライト(*Luna) |